# Nguyễn Phúc Khuê Gia
Nguyễn Phúc Khuê Gia (chữ Hán: 阮福珪珈; 12 tháng 8 năm 1813 – 28 tháng 4 năm 1865), trước có tên là Chương Gia (璋珈), phong hiệu An Phú Công chúa (安富公主), là một công chúa con vua Minh Mạng nhà Nguyễn trong lịch sử Việt Nam.

## Tiểu sử
Hoàng nữ Khuê Gia sinh ngày 17 tháng 7 (âm lịch) năm Quý Dậu (1813), là con gái thứ hai của vua Minh Mạng, mẹ là Nhất giai Hiền phi Ngô Thị Chính. Khuê Gia là người con thứ tư của bà Hiền phi. Công chúa từ bé đã hiền lành đoan tĩnh, dễ bảo.
Năm Minh Mạng thứ 14 (1833), vua gả chồng cho hai vị công chúa là Khuê Gia và Uyển Diễm, đều là con của Hiền phi. Công chúa Khuê Gia hạ giá lấy Phò mã Đô úy Nguyễn Văn Túc, người Tân Hòa, Gia Định, là con trai của Tả quân Đô thống Chưởng phủ sự Lương Năng bá Nguyễn Văn Hiếu. Công chúa sinh được ba con trai và ba con gái.
Năm Thiệu Trị thứ 5 (1845), phò mã Túc mất. Năm Tự Đức thứ 7 (1854), bà Khuê Gia mới được sách phong làm An Phú Công chúa (安富公主).
Năm thứ 18 (1865), Ất Sửu, ngày 4 tháng 4 (âm lịch), công chúa Khuê Gia qua đời, thọ 53 tuổi, thụy là Trinh Tín (貞信). Mộ của bà được táng tại Dương Xuân Thượng, nay là một phần của phường Thủy Xuân, Huế.